# جزيرة الشيطان

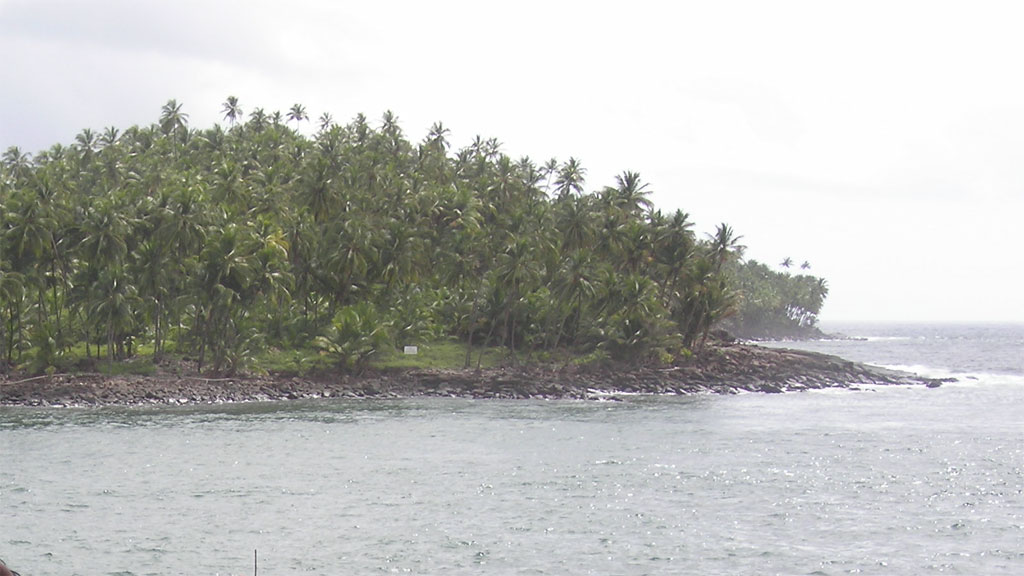
جزيرة الشيطان

جزيرة الشيطان (بالفرنسية: Île du Diable)‏ هي أصغر جزر السلام الثلاث وأعلاها إلى الشمال، تقع على بعد حوالي 6 ميل بحري (11 كم، 6.9 ميل) من شاطئ غويانا الفرنسية. تقدر مساحتها ب 14 هكتار (34.6 فدان). كانت جزءا صغيرا من مستعمرة العقوبات الفرنسية سيئة السمعة في غويانا الفرنسية حتى عام 1952.